# بونيفاسيو
بونيفاسيو هي مدينة تقع في الجزء الجنوبي من جزيرة كورسيكا الفرنسية.

## جغرافيا
تطل بونيفاسيو على البحر المتوسط، ويفصلها عن جزيرة سردينيا الإيطالية مضيق بونيفاسيو.

## المناخ
يظهر الجدول التالي التغييرات المناخية على مدار السنة لبونيفاسيو:
| البيانات المناخية لـبونيفاسيو      | البيانات المناخية لـبونيفاسيو | البيانات المناخية لـبونيفاسيو | البيانات المناخية لـبونيفاسيو | البيانات المناخية لـبونيفاسيو | البيانات المناخية لـبونيفاسيو | البيانات المناخية لـبونيفاسيو | البيانات المناخية لـبونيفاسيو | البيانات المناخية لـبونيفاسيو | البيانات المناخية لـبونيفاسيو | البيانات المناخية لـبونيفاسيو | البيانات المناخية لـبونيفاسيو | البيانات المناخية لـبونيفاسيو | البيانات المناخية لـبونيفاسيو |
| الشهر                              | يناير                         | فبراير                        | مارس                          | أبريل                         | مايو                          | يونيو                         | يوليو                         | أغسطس                         | سبتمبر                        | أكتوبر                        | نوفمبر                        | ديسمبر                        | المعدل السنوي                 |
| ---------------------------------- | ----------------------------- | ----------------------------- | ----------------------------- | ----------------------------- | ----------------------------- | ----------------------------- | ----------------------------- | ----------------------------- | ----------------------------- | ----------------------------- | ----------------------------- | ----------------------------- | ----------------------------- |
| الدرجة القصوى °م (°ف)              | 22.8 (73.0)                   | 23.4 (74.1)                   | 26.0 (78.8)                   | 26.4 (79.5)                   | 33.4 (92.1)                   | 35.4 (95.7)                   | 39.7 (103.5)                  | 39.1 (102.4)                  | 33.7 (92.7)                   | 30.6 (87.1)                   | 26.4 (79.5)                   | 21.2 (70.2)                   | 39.7 (103.5)                  |
| متوسط درجة الحرارة الكبرى °م (°ف)  | 12.6 (54.7)                   | 12.6 (54.7)                   | 14.0 (57.2)                   | 16.1 (61.0)                   | 19.9 (67.8)                   | 23.4 (74.1)                   | 26.6 (79.9)                   | 27.2 (81.0)                   | 24.4 (75.9)                   | 21.0 (69.8)                   | 16.6 (61.9)                   | 13.6 (56.5)                   | 19.0 (66.2)                   |
| المتوسط اليومي °م (°ف)             | 10.4 (50.7)                   | 10.1 (50.2)                   | 11.5 (52.7)                   | 13.4 (56.1)                   | 17.0 (62.6)                   | 20.5 (68.9)                   | 23.6 (74.5)                   | 24.2 (75.6)                   | 21.5 (70.7)                   | 18.4 (65.1)                   | 14.3 (57.7)                   | 11.4 (52.5)                   | 16.4 (61.5)                   |
| متوسط درجة الحرارة الصغرى °م (°ف)  | 8.2 (46.8)                    | 7.7 (45.9)                    | 9.1 (48.4)                    | 10.8 (51.4)                   | 14.2 (57.6)                   | 17.6 (63.7)                   | 20.6 (69.1)                   | 21.3 (70.3)                   | 18.7 (65.7)                   | 15.9 (60.6)                   | 12.0 (53.6)                   | 9.2 (48.6)                    | 13.8 (56.8)                   |
| أدنى درجة حرارة °م (°ف)            | −4.2 (24.4)                   | −3.4 (25.9)                   | −2.0 (28.4)                   | 2.0 (35.6)                    | 6.2 (43.2)                    | 5.0 (41.0)                    | 9.8 (49.6)                    | 10.0 (50.0)                   | 8.6 (47.5)                    | 1.4 (34.5)                    | 1.2 (34.2)                    | −1.0 (30.2)                   | −4.2 (24.4)                   |
| الهطول مم (إنش)                    | 48.6 (1.91)                   | 42.4 (1.67)                   | 46.4 (1.83)                   | 54.4 (2.14)                   | 39.2 (1.54)                   | 19.2 (0.76)                   | 6.0 (0.24)                    | 10.0 (0.39)                   | 48.3 (1.90)                   | 75.9 (2.99)                   | 79.3 (3.12)                   | 72.2 (2.84)                   | 541.9 (21.33)                 |
| متوسط أيام هطول الأمطار (≥ 1.0 mm) | 7.2                           | 6.7                           | 6.3                           | 7.3                           | 4.8                           | 2.5                           | 0.9                           | 1.7                           | 4.8                           | 7.7                           | 9.6                           | 9.2                           | 68.8                          |
| متوسط الأيام المثلجة               | 0.6                           | 0.6                           | 0.1                           | 0.0                           | 0.0                           | 0.0                           | 0.0                           | 0.0                           | 0.0                           | 0.0                           | 0.1                           | 0.3                           | 1.8                           |
| المصدر: Meteo France               |                               |                               |                               |                               |                               |                               |                               |                               |                               |                               |                               |                               |                               |

## توأمة
لبونيفاسيو اتفاقيات توأمة مع:
- مورزين